# Phytomyza ciliata
Phytomyza ciliata är en tvåvingeart som beskrevs av Friedrich Georg Hendel 1935. Phytomyza ciliata ingår i släktet Phytomyza, och familjen minerarflugor. Arten har ej påträffats i Sverige.